# Вуельта Іспанії 2017
Вуельта Іспанії 2017 (ісп. Vuelta a España 2017) — 72-гі перегони іспанського гран-туру, які пройшли територіями Франції, Андорри та Іспанії.Перегони стартували 19 серпня у французькому Німі, а фінішували 10 вересня в Мадриді. 
Це всього лише втретє, коли Вуельта стартувала за межами Іспанії після Лісабона в 1997 році й Ассена у 2009-му. За 21 етап протягом 23 днів гонщики подолали дистанцію в 3315,4 км.
Офіційна презентація маршруту відбулася 12 січня 2017 року в Мадриді.
Переміг Кріс Фрум.

## Опис

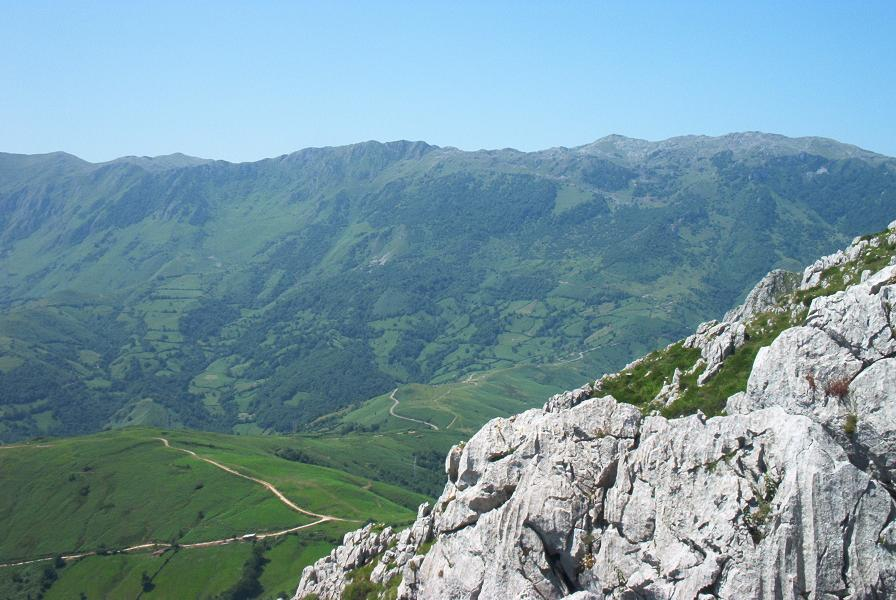
20-й етап фінішував на Англіру.

Гонка почнеться як і попередні роки з командної розділкою на 14 км у Німі. 2-й і 3-й етапи також пройдуть за межами Іспанії, відповідно у Франції (Прованс) та Андоррі. 
На третьому етапі гонка покине Францію, а учасникам належить подолати перші гори на шляху до фінішу в Андорра-ла-Велья.
Перший гірський фініш гонщиків чекає на 5 етапі в Алькосебре на вершині Ermita de Santa Lucia. Королівським безперечно є 20 етап з гірським фінішем на Англіру. Всього ж заплановано 9 гірських фінішів. Закінчиться гонка, як зазвичай, спринтерським етапом в Мадриді.

## Учасники
Автоматично запрошення на гонку отримали 18 команд світового туру. Також організаторами були надані 4 спеціальних запрошення (вайлд-кард) для професійних континентальних команд. Всього на старт вийде 198 гонщиків.

## Етапи
| Етап | Дата       | Маршрут                                      | км       | Тип           | Переможець          | Лідер       |
| ---- | ---------- | -------------------------------------------- | -------- | ------------- | ------------------- | ----------- |
| 1    | 19 серпня  | Нім                                          | 13,7     | Командна      | BMC Racing Team     | Роан Денніс |
| 2    | 20 серпня  | Нім – Грюїссан                               | 203,4    | рівнинний     | Ів Лампарт          | Ів Лампарт  |
| 3    | 21 серпня  | Прад – Андорра-ла-Велья                      | 158,5    | гірський      | Вінченцо Нібалі     | Кріс Фрум   |
| 4    | 22 серпня  | Ескальдес-Енгордань – Таррагона              | 198,2    | рівнинний     | Маттео Трентін      | Кріс Фрум   |
| 5    | 23 серпня  | Бенікасім – Алькосебре                       | 175,7    | гірський      | Олексій Луценко     | Кріс Фрум   |
| 6    | 24 серпня  | Віла-Реал – Сагунт                           | 204,4    | гірський      | Томаш Марчинський   | Кріс Фрум   |
| 7    | 25 серпня  | Лірія – Куенка                               | 207      | рівнинний     | Матей Мохорич       | Кріс Фрум   |
| 8    | 26 серпня  | Ельїн – Ксоррет дель Каті                    | 199,5    | гірський      | Жюліан Алафіліпп    | Кріс Фрум   |
| 9    | 27 серпня  | Оріуела – Ел-Побле-Ноу-де-Бенітачель         | 174      | гірський      | Кріс Фрум           | Кріс Фрум   |
|      | 28 серпня  | Вихідний                                     | Вихідний | Вихідний      | Вихідний            | Вихідний    |
| 10   | 29 серпня  | Каравака-де-ла-Крус – Алама-де-Мурсія        | 164,8    | гірський      | Маттео Трентін      | Кріс Фрум   |
| 11   | 30 серпня  | Лорка – Обсерваторія Калар-Альто             | 187,5    | гірський      | Мігель Анхель Лопес | Кріс Фрум   |
| 12   | 31 серпня  | Мотріль – Антекера                           | 160,1    | гірський      | Томаш Марчинський   | Кріс Фрум   |
| 13   | 1 вересня  | Коїн – Томарес                               | 198,4    | рівнинний     | Маттео Трентін      | Кріс Фрум   |
| 14   | 2 вересня  | Есіха – Сьєрра-де-ла-Пандера                 | 175      | гірський      | Рафал Майка         | Кріс Фрум   |
| 15   | 3 вересня  | Алькала-ла-Реаль – Сьєрра-Невада Ski Station | 129,4    | гірський      | Мігель Анхель Лопес | Кріс Фрум   |
|      | 4 вересня  | Вихідний                                     | Вихідний | Вихідний      | Вихідний            | Вихідний    |
| 16   | 5 вересня  | Автодром Лос Акрос – Логроньйо               | 40,2     | індивідуальна | Кріс Фрум           | Кріс Фрум   |
| 17   | 6 вересня  | Вільядієго – Лос-Махукос                     | 180,5    | гірський      | Штефан Деніфль      | Кріс Фрум   |
| 18   | 7 вересня  | Суансес – Санто-Торибио-де-Льєбана           | 169      | гірський      | Сандер Арме         | Кріс Фрум   |
| 19   | 8 вересня  | Касо – Хіхон                                 | 149,7    | гірський      | Томас Де Гендт      | Кріс Фрум   |
| 20   | 9 вересня  | Корвера-де-Астуріас – Англіру                | 117,5    | гірський      | Альберто Контадор   | Кріс Фрум   |
| 21   | 10 вересня | Арройомолінос – Мадрид                       | 117,6    | рівнинний     | Маттео Трентін      | Кріс Фрум   |

## Класифікації
Учасники гонки будуть нагороджуватися наступними лідерськими майками і номерами:
- Червона майка — Генеральна класифікація
- Зелена майка — Класифікація за очками
- Майка в синій горох — Гірська класифікація
- Біла майка — комбінована класифікація
- Жовтий номер — Командна класифікація

## Хід гонки

### Лідери класифікацій
| Етап     | Переможець          | Генеральна класифікація | Очкова класифікація | Гірська класифікація | Комбінована класифікація | Командна класифікація | Найагресивніший гонщик |
| -------- | ------------------- | ----------------------- | ------------------- | -------------------- | ------------------------ | --------------------- | ---------------------- |
| 1        | BMC Racing Team     | Роан Денніс             | ---                 | Ніколас Роуч         | Даніель Осс              | BMC Racing Team       | ---                    |
| 2        | Ів Лампарт          | Ів Лампарт              | Ів Лампарт          | Ніколас Роуч         | Даніель Осс              | Quick-Step Floors     | Маркель Ірісар         |
| 3        | Вінченцо Нібалі     | Кріс Фрум               | Вінченцо Нібалі     | Давіде Віллелла      | Кріс Фрум                | Orica–Scott           | Олександр Женьє        |
| 4        | Маттео Трентін      | Кріс Фрум               | Маттео Трентін      | Давіде Віллелла      | Кріс Фрум                | Orica–Scott           | Дієго Рубіо            |
| 5        | Олексій Луценко     | Кріс Фрум               | Маттео Трентін      | Давіде Віллелла      | Кріс Фрум                | Astana                | Олексій Луценко        |
| 6        | Томаш Марчинський   | Кріс Фрум               | Маттео Трентін      | Давіде Віллелла      | Кріс Фрум                | Astana                | Енрік Мас              |
| 7        | Матей Мохорич       | Кріс Фрум               | Маттео Трентін      | Давіде Віллелла      | Кріс Фрум                | Movistar              | Луїс Анхель Мате       |
| 8        | Жюліан Алафіліпп    | Кріс Фрум               | Маттео Трентін      | Давіде Віллелла      | Кріс Фрум                | Movistar              | Пшемислав Немец        |
| 9        | Кріс Фрум           | Кріс Фрум               | Кріс Фрум           | Давіде Віллелла      | Кріс Фрум                | Movistar              | Марк Солер             |
| 10       | Маттео Трентін      | Кріс Фрум               | Маттео Трентін      | Давіде Віллелла      | Кріс Фрум                | Movistar              | Маттео Трентін         |
| 11       | Мігель Анхель Лопес | Кріс Фрум               | Маттео Трентін      | Давіде Віллелла      | Кріс Фрум                | Movistar              | Ромен Барде            |
| 12       | Томаш Марчинський   | Кріс Фрум               | Маттео Трентін      | Давіде Віллелла      | Кріс Фрум                | Movistar              | Омар Фраіле            |
| 13       | Маттео Трентін      | Кріс Фрум               | Маттео Трентін      | Давіде Віллелла      | Кріс Фрум                | Astana                | Томас Де Гендт         |
| 14       | Рафал Майка         | Кріс Фрум               | Маттео Трентін      | Давіде Віллелла      | Кріс Фрум                | Astana                | Луїс Анхель Мате       |
| 15       | Мігель Анхель Лопес | Кріс Фрум               | Кріс Фрум           | Давіде Віллелла      | Кріс Фрум                | Astana                | Сандер Арме            |
| 16       | Кріс Фрум           | Кріс Фрум               | Кріс Фрум           | Давіде Віллелла      | Кріс Фрум                | Astana                | Кріс Фрум              |
| 17       | Штефан Деніфль      | Кріс Фрум               | Кріс Фрум           | Давіде Віллелла      | Кріс Фрум                | Astana                | Даніель Морено         |
| 18       | Сандер Арме         | Кріс Фрум               | Кріс Фрум           | Давіде Віллелла      | Кріс Фрум                | Astana                | Хоакін Рохас           |
| 19       | Томас Де Гендт      | Кріс Фрум               | Кріс Фрум           | Давіде Віллелла      | Кріс Фрум                | Astana                | Томас Де Гендт         |
| 20       | Альберто Контадор   | Кріс Фрум               | Кріс Фрум           | Давіде Віллелла      | Кріс Фрум                | Astana                | Енрік Мас              |
| 21       | Маттео Трентін      | Кріс Фрум               | Кріс Фрум           | Давіде Віллелла      | Кріс Фрум                | Astana                | ---                    |
| Підсумок | Підсумок            | Кріс Фрум               | Кріс Фрум           | Давіде Віллелла      | Кріс Фрум                | Astana                |                        |